# Sky Cine News
Sky Cine News è una rubrica di informazione cinematografica in onda dal 2003 sui canali di Sky Cinema. Inizialmente condotta da Sarah Felberbaum e Luca Argentero, è portata al successo da Nicola Savino e Alessia Ventura che ne sono i presentatori dal 2004 al 2007. Nel 2008, al loro posto, conducono Francesco Castelnuovo e Tamara Donà.
Dal 2009 il programma è curato da Gabriele Acerbo e ha prima la veste di una striscia bisettimanale di dieci minuti per poi diventare un quotidiano di 5 minuti che racconta, attraverso i servizi realizzati dalla redazione di Sky Cinema  uscite, anteprime, interviste e news cinematografiche. In onda a rotazione sui canali satellitari dedicati al cinema di Sky e alle 21  in prime time su Sky Cinema 1 Sky Cine News dedica spazi di approfondimento a attori, registi e festival internazionali.
Fra gli inviati del programma: Alessandra Venezia da Los Angeles  e Francesco Castelnuovo, Barbara Tarricone, Hakim Zejiari, Alessio Accardo, Federico Chiarini.

## Edizioni e conduttori
- 2003 - Sarah Felberbaum e Luca Argentero
- 2004 - Alessia Ventura e Nicola Savino
- 2005 - Alessia Ventura e Nicola Savino
- 2006 - Alessia Ventura e Nicola Savino
- 2007 - Alessia Ventura e Nicola Savino
- 2008 - Francesco Castelnuovo e Tamara Donà
- 2009 - Francesco Castelnuovo e Tamara Donà